# Isola di Pentecoste
L'isola di Pentecoste (in inglese Pentecost Island, in francese Pentecôte) è una delle 83 isole che costituiscono lo Stato di Vanuatu.
È situata 190 km a nord della capitale Port Vila.

## Geografia
L'isola si estende da nord a sud per circa 60 km, una catena montuosa dominata dal monte Vulmat divide la costa orientale, umida e piovosa da quella occidentale più temperata. Le pianure costiere, attraversate da brevi torrenti, sono rigogliose e utilizzate per coltivazioni e allevamento.
I centri abitati si concentrano sulla più ospitale costa occidentale benché vi siano sporadici insediamenti nell'interno. I villaggi principali, da nord a sud, sono Laone, Loltong, Bwatnapne, Melsisi, Waterfall (Vanu), Baravet, Lonorore, Hotwata, Panas, Wali, Pangi e Salap. Più distante dalla costa vi sono gli insediamenti di Nazareth nella parte settentrionale dell'isola e di Ena, Wutsumel, Hubiku e Tansip nel centro. Molti di questi villaggi hanno collegamenti telefonici e uno o più abitanti proprietari di veicoli a 4 ruote motrici oppure di imbarcazioni a motore che gli abitanti usano come mezzo di trasporto. In un paio di villaggi si trovano anche piccole agenzie bancarie e uffici postali.
La costa orientale è più impervia e inospitale, gli abitanti sono pochi anche se con l'aumento della popolazione dell'isola si vanno espandendo nuovi insediamenti in aree prima disabitate. I villaggi della costa orientale sono Ranwas, Bunlap e Baie Barrier (Ranon) nella parte sud-occidentale e Vanrasini più a nord.

## Storia
L'isola fu scoperta il 22 maggio 1768 dall'esploratore francese Louis Antoine de Bougainville e deve il suo nome alla festività che ricorreva il giorno in cui fu avvistata da James Cook nel suo viaggio nelle Nuove Ebridi nel 1774.
L'isola è considerata la patria spirituale dello sport estremo del bungee jumping, derivato da un antico rituale isolano chiamato n'gol, tra aprile e giugno di ogni anno nella parte meridionale dell'isola. Gli uomini sono soliti a lanciarsi da alte torri alle quali sono legati con delle liane: questo rituale era considerato sia di buon auspicio per il raccolto di igname sia una sorta di rituale iniziatico.
Negli anni cinquanta David Attenborough e la BBC dedicarono un documentario a questo rituale che tuttora è una delle attrazioni turistiche dell'isola.